# 棘銀斧魚
棘銀斧鱼（学名：Argyropelecus aculeatus，又稱刺银斧鱼）为輻鰭魚綱巨口魚目褶胸鱼科银斧鱼属的其中一種鱼类。分布於太平洋、印度洋和太平洋三大洋海域的热带、亚热带和部分温带的深海、台湾岛以及东海等海域。棲息深度100-600公尺，體長可達8.3公分，屬肉食性，以橈腳類、十足目、幼魚等為食。
该物种的模式产地在太平洋亚速尔群岛外海。

## 扩展阅读
維基物種上的相關：棘銀斧魚